# Takuya Shiihara
Takuya Shiihara (椎原 拓也 Shiihara Takuya?, nacido el 9 de julio de 1980 en Kagoshima) es un exfutbolista japonés. Jugaba de centrocampista y su último club fue el Mito HollyHock de Japón.

## Trayectoria

### Clubes
| Club                | País  | Año         |
| ------------------- | ----- | ----------- |
| Osaka Gas           | Japón | 1999 - 2003 |
| JEF United Ichihara | Japón | 2004        |
| Mito HollyHock      | Japón | 2006 - 2008 |